# Léo contre tous
Léo contre tous est un jeu télévisé luxembourgeois créé et animé par Jean Stock sur RTL Télé-Luxembourg, puis par Jean-Luc Bertrand sur RTL Télévision.

## Principe du jeu
Ce jeu fut le premier jeu télévisé par ordinateur créé et diffusé en Europe.
Un labyrinthe se dessinait à l'écran, puis disparaissait et le candidat, symbolisé par un carré dans le labyrinthe, devait trouver la sortie avant qu'un autre carré rouge, symbolisant "Leo", ne vienne le manger. 
Un peu de tactique et de mémoire, ainsi que de la chance, suffisaient pour s'en tirer. 
En 1981, le jeu fut arbitré durant plusieurs mois par le romancier luxembourgeois Jean Lebon.

#### Vidéo
- Générique de Léo contre tous.